# Jan van den Brink
Johannes Roelof Maria (Jan) van den Brink (Laren (Noord-Holland), 12 april 1915 – Hilversum, 19 juli 2006) was een Nederlandse politicus en bankier. Van 21 januari 1948 tot en met 2 september 1952 was hij minister van Economische Zaken in de kabinetten Beel I, Drees-Van Schaik en Drees I. Hij werd enkele keren gevraagd om minister-president te worden, maar wees dat telkens af.

## Levensloop
Van den Brink, zoon van een tapijtfabrikant uit Laren (Van den Brink & Campman) studeerde cum laude af in de economie aan de Katholieke Hogeschool in Tilburg en werd in 1940 ambtenaar op de afdeling economische voorlichtingsdienst van het ministerie van Economische Zaken. In hetzelfde jaar werd hij adviseur bij het directoraat Handel en Nijverheid van het ministerie van Handel, Nijverheid en Scheepvaart. In 1941 werd hij bij hetzelfde ministerie adviseur bij de dienst tot regeling van prijzen. In 1942 was hij bij dit ministerie chef van de afdeling prijzenpolitiek.
In 1942 promoveerde hij cum laude op de dissertatie Maatschappijstructuur en Werkgelegenheid, waarin hij nivellering en keynesiaans overheidsingrijpen bepleitte als oplossing voor de conjuncturele werkloosheid die in zijn ogen onvermijdelijk was in een laat-kapitalistische economie, waarin vanwege monopolies het evenwicht in de economische activiteit steeds ver beneden de productiecapaciteit ligt. Volledige werkgelegenheid zou de economie verstoren, omdat daardoor looneisen zouden gesteld worden die een looninflatie-spiraal zouden ontketenen.
De in 1942 ondergedoken Van den Brink was actief in het verzet en werkte mee aan het illegale blad Je Maintiendrai. Binnen het verzet had hij al in de oorlog gesprekken met politieke kopstukken als de katholieken De Quay en Romme, maar ook met de socialist Schermerhorn. Deze gesprekken leidden tot de oprichting van de niet-confessionele Nederlandse Volksbeweging, die na de bevrijding de verzuiling van het vooroorlogse Nederland zou moeten doorbreken. Kort na de bevrijding werd Van den Brink, die de NVB te sterk voor de planeconomie zag opteren, desondanks bestuurslid van de RKSP en later van de KVP.
Hij was op zijn dertigste al hoogleraar Staatshuishoudkunde in Nijmegen en Eerste Kamerlid voor de KVP. Van den Brink werd op 21 januari 1948 de jongste minister uit de Nederlandse parlementaire geschiedenis, toen hij in het kabinet-Beel I de zieke Gerardus Huysmans opvolgde op Economische Zaken.

## Ministerschap

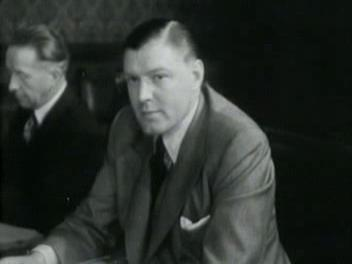
J.R.M. van den Brink (1948)

Tussen 1948 en 1952 had hij een belangrijk aandeel in de economische wederopbouw van Nederland. Van den Brink wist in het kabinet-Drees-Van Schaik, waaraan ook de PvdA deelnam, door te zetten dat eigen initiatief en ondernemerschap en dus niet strakke overheidsplanning en bureaucratie, de grondslag van de economische orde in Nederland zouden zijn. Samen met zijn directeur-generaal Albert Winsemius formuleerde hij in vier Industrialisatienota's zijn plannen voor de modernisering van de Nederlandse industrie, die de motor werd van de welvaartsstaat. Hij werd daarbij overigens begunstigd door de Marshall-hulp en grootscheepse particuliere investeringen door Amerikaanse bedrijven. Het opbouwen van basisindustrieën, zoals staalindustrie en chemische industrie en een vrij verkeer van geld en goederen waren in de ogen van Van den Brink en Winsemius de basis voor een succesvolle moderne economie.
Hij stapte in 1952 over naar de Amsterdamsche Bank. Van 1964 tot 1978 was hij lid van de Raad van Bestuur van de AMRO Bank, de laatste jaren als voorzitter. In 1976 keerde Van den Brink zich met acht medestanders uit de bankwereld en de industrie tegen het in hun ogen nivellerende en keynesiaanse beleid van het kabinet-Den Uyl.
Hij wees, zoals afgesproken met zijn echtgenote, herhaalde verzoeken om minister-president, minister of formateur te worden af. Het premierschap liet hij aan zich voorbijgaan omdat hij in de bankwereld meer geld kon verdienen. Na zijn pensionering was Van den Brink actief als kunstschilder. Onder andere maakte hij een serie van 33 aquarellen bij een biografie over het leven van Everardus Bogardus.
Hij exposeerde onder andere in het Singer Museum in zijn geboorteplaats.

## Werk
In 1984 verscheen van zijn hand bij Elsevier, "Zoeken naar een "heilstaat"", een omvangrijk boek (634 pagina's) waarin hij de eerste naoorlogse jaren in Nederland (met name de jaren van zijn ministerschap) vanuit economisch perspectief beschreef.

## Onderscheidingen
Nederlandse:
- Commandeur in de Orde van Oranje-Nassau (30 september 1952)
- Grootofficier in de Orde van Oranje-Nassau
- Beschermheer Dispuut W.I.N.G. van de Nijmeegse Studenten Vereniging Carolus Magnus, Nijmegen 1945

Buitenlandse:
- Grootkruis in het Legioen van Eer
- Grootkruis in de Kroonorde (België)
- Grootofficier in de Orde van de Heilige Gregorius de Grote
- Ridder in de Orde van het Heilig Graf van Jeruzalem

## Publicaties
- Artikelen in Je Maintiendrai.
- Maatschappijstructuur en Werkgelegenheid. Dissertatie Tilburg, 1942.
- De Brief van Negen. Open brief aan het kabinet-Den Uyl, 1976.
- Zoeken naar een 'Heilstaat'. Opbouw, neergang en perspectief van de Nederlandse welvaartsstaat. Amsterdam, 1984

- Biografisch Portaal: 80260484
- Digitale Bibliotheek voor de Nederlandse Letteren: brin089
- International Standard Name Identifier: 0000 0000 2652 2166
- Library of Congress Control Number: n84093979
- Nationale Bibliotheek van Israël: 987009748082305171
- Nederlandse Thesaurus van Auteursnamen: 070250952
- Parlement.com: vg09lkyqidrs
- RKD-Nederlands Instituut voor Kunstgeschiedenis: 12625
- Virtual International Authority File: 26004632
- WorldCat: E39PBJtcFXKJcV8mdwyqm3ChHC